# Серафим (Тьевар)
Иеромонах Серафим (в миру Антоний Максимович Тьевар; 30 июля 1899, Москва — 23 ноября 1931, Вишерский исправительно-трудовой лагерь, Пермская область) — иеромонах Русской православной церкви.
Причислен к лику святых Русской православной церкви в 2003 году.

## Биография
Предки Антония Тьевара по отцу были выходцами из Франции. Отец умер, когда Антонию исполнилось шесть лет, а его брату Максиму один год, и детей воспитывала мать, Наталия Дмитриевна.
Антоний окончил реальное училище и в 1917 году поступил статистиком на Дедовскую мануфактуру.
В 1918—1919 годах Антоний учился в Московском университете.
В 1919 году он поступил на курсы внешкольного политпросвещения и в том же году в качестве военнообязанного был направлен библиотекарем на фронт Южной армии, но затем оставлен в Москве и служил в политуправлении Реввоенсовета республики в должности библиотекаря-инструктора. В 1920 году он участвовал в организации съезда библиотечных работников Красной армии, а после съезда стал работать помощником начальника библиотеки.
В 1920 году Антоний познакомился с профессором Московской духовной академии Иваном Поповым и стал ближайшим его учеником.
В 1922 году Антоний был демобилизован и до 1924 года работал библиографом Главполитпросвета.
Изучение Святых Отцов звало к тому, чтобы и самому вести жизнь подвижническую, тем более, что аскетом был и наставник его. Учился на богословских курсах в Москве, организованных профессорами закрытой властями Московской духовной академии (по сути, в неофициально действовавшей академии). Одновременно работал статистиком и библиотекарем, занимался литературной деятельностью.
В 1924 году в связи с многочисленными расколами возникла насущная необходимость в составлении полного списка епископата, как православного, так и раскольнического, а кроме того, всех тех, кто к тому времени оказался в ссылках и лагерях и, следовательно, не мог занять ту или иную пустующую кафедру. Патриарх Тихон благословил на составление такого списка Ивана Попова, а тот привлёк помощником Антония Тьевара.
В 1925 году Антоний Тьевар был арестован, приговорён к трём годам лишения свободы. Находился в заключении в Соловецком лагере особого назначения вместе со своим учителем Поповым. В лагере продолжал интересоваться богословскими вопросами, писал и читал в свободное от работы время. В книге протопресвитера Михаила Польского «Новые мученики Российские» о нём говорилось: «Говоря об Ив[ане] Вас[ильевиче Попове], нельзя не вспомнить его „душеприказчика“, прекрасного юношу Антония Тьевара, с которым они вместе прибыли на Соловки. Так иногда в шутливой форме назывались молодые кандидаты на профессорскую должность, которых старики профессора готовили на свои кафедры, передавая им по возможности всё своё учёное достояние, свои познания. <…> Вместе они жили, занимали кровати рядом, вместе кушали, гуляли. Ученик работал над учением о Христе (христологией) св. Афанасия Великого и писал и читал в свободные от работы минуты. <…> Тьевар работал в какой-то соловецкой канцелярии. Вместе они были только до января 1928 г., когда юноша Антоний получил освобождение и уехал домой».
В январе 1928 года был освобождён и вернулся в Москву и поселился с матерью; занимался литературной работой по договору. Весной 1928 года на Страстной неделе был пострижен в монашество в Арзамасе епископом Арсением (Жадановским), затем был возведен в сан иеродиакона и иеромонаха. Совершал литургию келейно, прислуживала ему его мать, в тайном постриге монахиня Пантелеимона.
В 1930 году был вновь арестован, по делу «филиала» Истинно-православной церкви, и приговорён к пяти годам лагерей. Отправлен в Вишерский исправительно-трудовой лагерь (на Северном Урале).
Иеромонах Серафим скончался 6 декабря 1931 года в первом отделении Вишерского исправительно-трудового лагеря.

## Канонизация и почитание
Причислен к лику святых Определением Священного Синода Русской православной церкви от 30 июля 2003 году. Вместе с ним был канонизирован и профессор И. В. Попов.
29 сентября 2019 года имя иеромонаха Серафима было выбито на одной из трёх досок, установленных на внешней стене храма великомученицы Татьяны при МГУ, в числе 21-го университетского святого.